# Сарваш (град)
Сарваш (мађ. Szarvas) град је у Мађарској. Сарваш је један од важнијих градова у оквиру жупаније Бекеш.
Сарваш је имао 17.557 становника према подацима из 2009. године.

## Географија
Град Сарваш се налази у југоисточном делу Мађарске. Од престонице Будимпеште град је удаљен око 170 километара југоисточно. Град се налази у источном делу Панонске низије, близу реке Кереш. Надморска висина града је око 80 m.

## Становништво
По процени из 2017. у граду је живело 15.758 становника.
| 1990.  | 2001.  | 2011.  | 2017.  |
| ------ | ------ | ------ | ------ |
| 18.934 | 18.497 | 16.954 | 15.758 |

## Галерија
- Сарвашки арботеум
- Градски дворац